# Бухенберг
Бухенберг (њем. Buchenberg) град је у њемачкој савезној држави Баварска. Једно је од 28 општинских средишта округа Обералгој. Према процјени из 2010. у граду је живјело 3.958 становника. Посједује регионалну шифру (AGS) 9780117.

## Географски и демографски подаци
Бухенберг се налази у савезној држави Баварска у округу Обералгој. Град се налази на надморској висини од 895 метара. Површина општине износи 58,1 km². У самом граду је, према процјени из 2010. године, живјело 3.958 становника. Просјечна густина становништва износи 68 становника/km².

## Међународна сарадња
| Мјесто | Држава    | Врста сарадње | Од    |
| ------ | --------- | ------------- | ----- |
| Краон  | Француска | партнерство   | 1997. |
| Извор  |           |               |       |